# Cordia revoluta
Cordia revoluta là loài thực vật có hoa trong họ Mồ hôi. Loài này được Hook.f. mô tả khoa học đầu tiên năm 1851.